# Sân vận động Al Nahyan
Sân vận động Al-Nahyan (tiếng Ả Rập: ملعب آل نهيان) là một sân vận động đa năng ở Abu Dhabi, Các Tiểu vương quốc Ả Rập Thống nhất.
Sân hiện đang được sử dụng chủ yếu cho các trận đấu bóng đá và là sân nhà của Al Wahda. Sân vận động có sức chứa 15.000 người và được xây dựng vào năm 1995. Sân vận động này cũng tổ chức các trận đấu vòng bảng của Giải vô địch bóng đá trẻ thế giới 2003.
Sân vận động đã được cải tạo cho Cúp bóng đá châu Á 2019.

## Cúp bóng đá châu Á 2019
Sân vận động Al Nahyan đã tổ chức năm trận đấu của Cúp bóng đá châu Á 2019, bao gồm một trận đấu ở vòng 16 đội.
| Ngày                | Thời gian | Đội #1   | Kết quả | Đội #2       | Vòng        | Khán giả |
| ------------------- | --------- | -------- | ------- | ------------ | ----------- | -------- |
| 6 tháng 1 năm 2019  | 17:30     | Thái Lan | 1–4     | Ấn Độ        | Bảng A      | 3.250    |
| 9 tháng 1 năm 2019  | 15:30     | Nhật Bản | 3–2     | Turkmenistan | Bảng F      | 5.725    |
| 12 tháng 1 năm 2019 | 15:00     | Việt Nam | 0–2     | Iran         | Bảng D      | 10.841   |
| 13 tháng 1 năm 2019 | 17:30     | Hàn Quốc | 2–0     | Trung Quốc   | Bảng C      | 13.579   |
| 22 tháng 1 năm 2019 | 21:00     | Qatar    | 1–0     | Iraq         | Vòng 16 đội | 14.701   |